# Lynyrd Skynyrd
Lynyrd Skynyrd é uma banda americana de Southern rock formada em 1964, na cidade de Jacksonville, Flórida. Tornou-se conhecida no sul dos Estados Unidos em 1973, ganhando maior notoriedade internacional principalmente após a morte de diversos integrantes e do principal compositor Ronnie Van Zant em um acidente aéreo ocorrido em 1977 próximo a Gillsburg, Mississipi.
A banda retornou em 1987, tendo como líder Johnny Van Zant (irmão mais novo de Ronnie), e continua a gravar e a se apresentar até hoje. O grupo foi incluído no Hall da Fama do Rock and Roll em 13 de março de 2006. Ao longo de sua carreira a banda vendeu mais de 50 milhões de discos.

## História

### Origem

Logo da banda.

O núcleo do que mais tarde viria a ser o Lynyrd Skynyrd foi formado em meados de 1966, na cidade portuária de Jacksonville, norte da Flórida. Ronnie Van Zant e um vizinho, Robert Burns (Bob), que tinha uma bateria, se juntaram ao colega de escola Gary Rossington que por sua vez, sugeriu para a então banda em formação o baixista Larry Junstrom.
Faltava à banda de garotos um amplificador. Por ter o aparelho e também tocar guitarra, além de ser colega de escola dos outros integrantes, Allen Collins (Larkin Allen Collins Jr.), então no The Mods, juntou-se à banda iniciante.
Começaram a tocar influenciados por country, rock britânico (Rolling Stones, Yardbirds, Cream) e blues. Os barulhentos ensaios aconteciam na garagem da casa de Burns. "Nos plugávamos nossas guitarras no canal limpo, Ronnie colocava seu microfone no normal - eram os três em um amplificador - e Bob tocava bateria. Foi assim que começamos", disse Gary.
Neste período a banda mudou várias vezes de nome: o primeiro foi My Backyard, seguido por Noble Five, Wildcats, Sons of Satan, Conqueror Worm, Pretty Ones, e One Percent.
O nome Lynyrd Skynyrd surgiria um pouco mais tarde. Durante um show, Ronnie Van Zant anunciou a banda com o nome de Leonard Skinner - o famigerado instrutor de ginástica dos então estudantes Ronnie, Gary e Bob na Robert Lee High School em Jacksonville, que vivia dando suspensão aos garotos por causa dos seus longos cabelos, comportamento que se chocava contra as rígidas normas da escola.
"Nós somos (a banda) One Percent, mas vamos mudar nosso nome esta noite. Todos que quiserem que mudemos para Leonard Skinner, aplaudam!", disse Ronnie. A plateia conhecia o professor e aprovou o nome no ato. Em seguida, os membros substituíram as vogais por Y, segundo Gary, "para preservar a identidade do culpado".
Passaram a ensaiar numa espécie de barracão de madeira e zinco, tão pequeno e quente que foi apelidado pelos integrantes de "Hell House", ao sul de Jacksonville. Foi no calor sufocante da Hell House que o som da banda começou a tomar forma - country, blues e hard rock eram a base sonora do grupo. A despeito das condições severas, a banda estava determinada a ser bem-sucedida, a não perder de vista seus sonhos. Além de músicas próprias, tocavam covers entre outros, de Cream e Creedence Clearwater Revival.
Fazem uma turnê com a banda Strawberry Alarm Clock. A banda começa a ter o nome destacado, estabelecendo-se no sul (Flórida, Tennessee, Geórgia e Alabama) como um bom grupo ao vivo. Neste tempo, juntam-se ao Lynyrd Skynyrd os roadies Dean Kilpatrick e Kevin Elson.

### As primeiras gravações
Em 1968, o Lynyrd Skynyrd consegue gravar um single, "Need All My Friends", em "Shade Tree", um título baseado em sua cidade natal. O lado B do single apresenta a canção "Michelle" - uma música que se comparada com o que viria mais tarde, demonstrava o quanto o Lynyrd Skynyrd da época tinha uma sonoridade básica, mas onde já se notavam lampejos de ferocidade futura.
Em outubro de 1970, a banda já contava cinco anos de existência e centenas de apresentações. Como empresário, passaram a contar com Alan Walden, irmão do presidente da Capricorn Records. Alan conseguiu para o Skynyrd a gravação de algumas demos no Quinvy Studios, Muscle Shoals, Alabama. As gravações - com a primeira versão de "Freebird" e outros futuros clássicos - foram concluídas em duas sessões, durante a primavera de 1971.
Neste ano, por um breve período (até o início de 1972), participou da banda Rickey Medlocke, tocando bateria. Ele também contribuiu com algumas composições e chegou até a cantar. Curiosamente, Rickey retornaria ao Skynyrd em 1996 como guitarrista, sendo idolatrado pelos novos fãs.
O baixista Leon Wilkeson entrou na banda no final da segunda sessão, em 1972. Trabalharam como produtores das demos Jimmy Johnson e Tim Smith, que mais tarde seriam homenageados por Ronnie em "Sweet Home Alabama", como "The Swampers".
Também nessa época junta-se a banda o tecladista Billy Powell. Billy entrou para o Lynyrd Skynyrd como roadie. Um dia, ao ouvi-lo tocando piano entre as sessões de gravação, Ronnie perguntou porque nunca havia dito que sabia tocar o instrumento. Powell respondeu que estava feliz com seu trabalho de roadie e não ambicionava tocar com a banda. Mas Ronnie tinha outras ideias bem antes de Billy fazer parte do grupo e o convidou para integrar o Skynyrd.
Powell é o integrante do grupo com melhor instrução formal de música, tendo estudado piano. Apesar de ser basicamente uma guitar-band, o Lynyrd Skynyrd ganhou muito com os teclados - impossível conceber "Free Bird" sem a intensa introdução criada por Billy, o solo de "Tuesday's Gone" e os arranjos de diversas outras.
O "Southern Rock", com bandas como Allman Brothers Band, Marshall Tucker Band e Wet Willie, estava no auge, assim como de forma geral, o blues-rock, através de bandas inglesas, que beberam da fonte, como o Led Zeppelin e Free (esta uma grande influência ao Skynyrd, tanto da parte do vocalista Paul Rodgers, para Ronnie, e do guitarrista Paul Kossof, para Gary).
O Lynyrd Skynyrd retornou a Jacksonville e posteriormente, estabeleceu-se em Atlanta, passando a tocar no Funnochio's, um clube barra-pesada, conhecido como o mais perigoso da cidade - algo que em parte, colaborou para a posterior reputação dos membros da banda serem beberrões, encrenqueiros e mal encarados.
A vida pessoal dos integrantes havia mudado: Allen Collins casara-se com Kathy Johns em 1970 e Ronnie - que fora casado brevemente com uma mulher chamada Nadine, e com esta, teve uma filha, Tammy - casa-se novamente em 1972, com Judy Van Zant Jenness, que sempre apoiou a carreira do marido.
O faz-tudo (músico-performer e produtor) Al Kooper, que tinha deixado o Blood, Sweat & Tears, havia criado um selo chamado Sounds of the South com distribuição pela MCA Records. Em turnê tendo o Badfinger como banda de apoio, Kooper nota o Lynyrd Skynyrd em Atlanta e os convida para assinarem contrato com o seu selo. Al Kooper produziu o primeiro disco do Skynyrd no qual tocou diversos instrumentos.
Leon saiu brevemente do Skynyrd neste meio tempo e Ronnie lembrou-se de Ed King, ainda da turnê com o Strawberry Alarm Clock. Ed foi convocado para o contrabaixo. Depois, quando retornou, Leon encontrou a formação do Skynyrd estabelecida com nada menos que três guitarristas, imprimindo aquela que seria uma das principais características da banda: o furioso ataque de três guitarras solo.
Allen dividia-se basicamente entre uma Gibson Firebird, uma Explorer com alavanca e uma Fender Stratocaster com braço de Telecaster; Gary usava sua inseparável Les Paul '59, apelidada de "Berniece" e uma SG, e Ed King dava preferência a uma Stratocaster.
O novo formato da banda trouxe boa dose de inspiração e dessa fase de criatividade surgiu "Sweet Home Alabama", que só seria lançada mais tarde.

### O disco de estreia
Iniciam a gravação de "pronounced 'lĕh-'nérd 'skin-'nérd" (em português, "pronunciado 'lĕh-'nérd 'skin-'nérd"), seu disco de estreia, no estúdio 1 de Doraville, Georgia, tendo Al Kooper como produtor e Rodney Mills como engenheiro de som. Kooper foi praticamente um membro da banda no disco: tocou contrabaixo e mellotron ("Tuesdays Gone"), além de fazer backing vocals, sob o pseudônimo de Roosevelt Gook.
Em 1973 assinam com a MCA Records e lançam o "pronounced 'lĕh-'nérd 'skin-'nérd". Sucesso imediato do disco, apesar de sua longa duração, "Freebird" se tornaria uma espécie de hino, tocando de forma maciça nas rádios. Também se destacaram no trabalho "Gimme Three Steps", "Simple Man" e "Tuesday's Gone".
Pete Townshend, guitarrista do The Who, assiste a uma apresentação do Skynyrd, gosta do que vê e convida a banda para abrir os shows de sua banda durante a turnê de Quadrophenia. Na noite de 20 de novembro de 1973, um aterrorizado Lynyrd Skynyrd, que só havia tocado em pequenos bares e clubes, enfrentou a plateia do Cow Palace, em San Francisco, temendo o pior - o público do Who em geral hostilizava outras bandas. Resolveram tocar "o mais bêbados possível". Mas foram bem recepcionados.

### O segundo disco
As sessões de gravação de "Second Helping", em janeiro de 1974, no Record Plant, começaram turbulentas. "O problema é que nós estávamos no estúdio 1, os Eagles (The Eagles) estavam no outro, Stevie Wonder estava gravando no terceiro, e John Lennon e Jackson Browne estavam ao redor. A banda se sentiu nervosa um bocado de tempo, especialmente no dia em que John Lennon esteve em nossa sala de controle. Ficaram congelados - foi o fim do trabalho naquele dia" - Kevin Elson.
Também havia a pressão para que produzissem outro clássico como "Free Bird". Ronnie sugeriu que "Sweet Home Alabama" poderia ser o tão aguardado hit, mas Kooper e a MCA achavam que "Alabama" era muito "regional" e optaram por lançar como música de trabalho do disco "Don't Ask Me No Questions". Esta escolha revelou-se equivocada, mas com o posterior lançamento de "Alabama" - ácida resposta à canção "Southern Man", de Neil Young - a situação se reverteu: lançada em junho de 1974, "Sweet Home Alabama" chegou ao número 8 nas paradas fazendo com que "Second Helping" recebesse disco de ouro.
O sucesso de "Alabama", apesar da polêmica letra, teve outra consequência: identificou o Skynyrd como uma "Southern Band": a MCA decidiu acrescentar aos palcos nos shows da banda a bandeira confederada, completando a imagem. A concepção comum era que Ronnie e seus companheiros não passavam de uns reacionários, mas a verdade é que a letra de "Alabama" e de outras canções semelhantes em temática expressava as frustrações e aspirações de todos os residentes no sul.
E "Alabama" não era bem o que parecia ser: Ronnie disse certa vez que era uma piada, uma brincadeira com Neil Young, fato reforçado por uma declaração de Gary: "Nós amamos Neil Young. Ele é um grande cara, um grande músico e um grande letrista". Várias fotos mostram Ronnie com uma indefectível camiseta negra na qual aparece Young - homenagem mais explícita, impossível.

### A turnê da tortura
Os excessos da turnê subsequente minaram a saúde do baterista Bob Burns que desistiu da carreira após uma série de shows pela Europa, cedendo lugar a Artimus Pyle. Para muitos, mesmo com a fundamental contribuição de Burns em vários dos clássicos da banda, Pyle é o baterista do Lynyrd Skynyrd.
Quando a banda entrou no Webb IV Studios, em Atlanta (janeiro de 1975) tinha apenas uma canção pronta - "Saturday Night Special" - ainda com participação de Burns. Em vinte e um dias, trabalhando dezesseis horas por dia, eles só conseguiram terminar pouco mais de sete canções, mas a qualidade do material não correspondeu aos trabalhos anteriores. Por essa razão Ronnie chamou o disco de "Nuthin' Fancy".
Ainda assim este disco atingiria o número 9 das paradas reservando ouro ao Skynyrd. Single do trabalho, "Saturday Night Special" se tornou clássico imediato nos shows e uma crítica de Ronnie ao que de certa forma, a banda era acusada por muita gente.
Teria início a famigerada "Torture Tour", ou "Turnê da Tortura", como a apelidaram os integrantes do Lynyrd Skynyrd. Apesar do sucesso comercial, a excursão foi marcada por brigas, quartos de hotel destruídos, performances desastradas, e datas canceladas. Para completar, Ed King saiu da banda, por problemas pessoais. Allen e Gary tiveram de dividir as partes de guitarra que Ed tocava durante as restantes seis semanas da "Turnê da Tortura".
Disse Ronnie sobre a turnê: "Nós tínhamos garrafas de Dom Perignon, whiskey, vinho e cerveja…Nós não seríamos capazes de lembrar da ordem das músicas. Fizemos o Who parecer com garotos indo para a igreja domingo…"
Para o quarto álbum, foi convocado o produtor Tom Dowd, que havia trabalhado com Aretha Franklin, Ray Charles, em "Layla" (Eric Clapton), e no "Allman's Live at the Filmore East"(Almann Brothers Band). Apesar da mão segura de Dowd, "Gimme Back My Bullets" (1975) nome do disco, foi muito criticado e é tido por boa parte dos críticos como o mais fraco da carreira da banda. Na época, o característico "exército de guitarras" estava reduzido a dois instrumentos; o tempo para gravação tinha sido escasso (tinham tido anos para compor o repertório dos dois primeiros discos, mas o terceiro e quarto foram virtualmente escritos no estúdio). De qualquer forma "Bullets" alcançou o Top 20 garantindo o quarto ouro consecutivo da banda.
Logo após, os shows ao vivo da banda passaram a contar com o backing vocals das Honkettes - Jo Jo Billingsley, Leslie Hawkins e Cassie Gaines.

### Steve Gaines

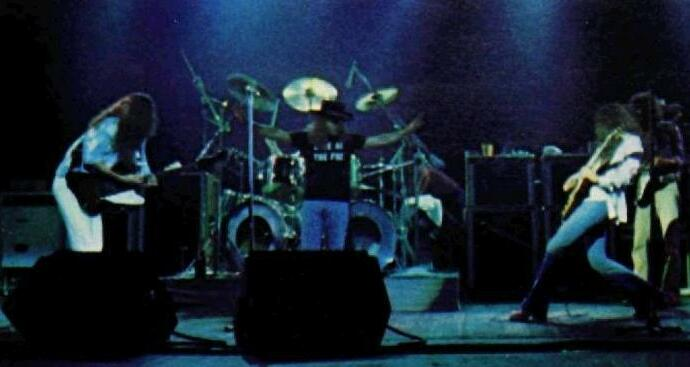
Lynyrd Skynyrd se apresentando em 1976.

Em 1976 as coisas andavam tensas para o Lynyrd Skynyrd. Mesmo com o tremendo sucesso da banda, Ronnie cogitou deixar o Skynyrd. Estava com problemas de saúde devido às infindáveis turnês e também em parte pelo nascimento de sua segunda filha, Melody, em setembro, o que o levou a reavaliar sua vida e suas prioridades. Gary e Allen o demoveram da ideia e a adição do guitarrista Steve Gaines à banda afastou definitivamente a intenção de Ronnie deixar o Skynyrd.
Antes do início das gravações do próximo álbum, em julho de 1976, a banda resolveu procurar um substituto para Ed King. Entre os nomes cogitados surgiram o de Wayne Perkins e até o de Leslie West (ex-Mountain). Mas as opções se revelaram frustrantes - West queria que a banda passasse a ser chamada de "Leslie West e Lynyrd Skynyrd".
Foi quando Cassie Gaines lembrou aos membros da banda que seu irmão mais novo, Steve Gaines tocava guitarra e que este poderia fazer uma jam com o LS. A ideia não agradou a princípio. "Ninguém faz jams conosco", disse Gary. "Mas ela (Cassie) nos convenceu a lhe dar uma chance. Então ele juntou-se a nós no palco uma noite, sem tem ensaiado ou qualquer coisa, e quando começou a tocar, Allen e eu olhamos um para o outro e nossos queixos caíram", acrescenta.
Vencida a "resistência" inicial dos integrantes do LS, Steve Gaines, juntou-se ao Lynyrd Skynyrd trazendo com sua atitude e energia positiva um impacto tremendo sobre a banda, especialmente sobre Allen Collins, que passou as partes da terceira guitarra para o novato Gaines. "Ele nos inspirou tremendamente. Era um grande cantor também e poderia ter chutado um pouco o traseiro de Ronnie", brincou Gary.
Gaines conhecia o trabalho do LS - costumava tocar "Saturday Night Special" com sua banda anterior, Crawdaddy - mas ele teve apenas um mês de ensaios antes das gravações do novo disco terem início.
Mas o "batismo de fogo" de Steve Gaines foi sem dúvida os shows que resultaram no disco duplo "One More From The Road", lançado em 1976. Como parte da mudança de imagem que Ronnie queria para o Lynyrd Skynyrd, eles se engajaram na campanha "Save The Fox", para preservar um tradicional teatro de Atlanta, na Geórgia. Eles encararam a defesa do teatro chegando a receber título de cidadãos honorários de Atlanta.
O disco foi gravado em três shows no Fox Theatre com produção de Tom Dowd. Vendeu horrores - sendo inclusive lançado no Brasil - apresentando performances arrasadoras para os principais clássicos da banda e para "Crossroads", do bluesman endiabrado Robert Johnson. Ronnie e seus companheiros tinham sempre amado a paixão crua do blues de Johnson e outros pioneiros, lutando para capturar esta energia em suas próprias canções. E como os bluesmen do passado os membros do Skynyrd tinham dedicado suas vidas para sua música.
A versão ao vivo de "Freebird", com a frase introdutória de Ronnie, "Que canção vocês querem ouvir?" - sobe nas paradas.
Ainda em julho, tocam em benefício da campanha do candidato a presidente Jimmy Carter. Em agosto, se apresentam no Knebworth Fair, na Inglaterra, performance que bem mais tarde apareceria no filme "Freebird - The Movie".
Num final de semana de setembro de 1976, os guitarristas Gary Rossington e Allen Collins ficam feridos em dois acidentes de carro distintos. O episódio seria tema para a letra de "That Smell", escrita e apresentada durante a turnê seguinte ao lançamento de "One More From The Road". Como resultado dos acidentes, a banda foi forçada a dar um tempo, o que resultou na imagem mais calma que Ronnie queria engendrar.

### Os sobreviventes
A excitação gerada pelo sucesso do álbum ao vivo e pelas excursões se refletiram na produção do próximo disco. A banda entrou no Criteria Studios em Miami, com o produtor Tom Dowd, em abril de 1977, com material suficiente para completar um disco. Mas os integrantes não gostaram dos primeiros resultados das sessões.
A turnê do LS durante o verão de 1977 foi sucesso absoluto. Ao final da turnê, a banda entrou no Doraville's Studio One para terminar o álbum iniciado no Criteria. Dowd estava comprometido com um projeto em Toronto e enviou o engenheiro Barry Rudolphy em seu lugar.
Certa vez Ronnie havia dito que o Lynyrd Skynyrd era formado por "pessoas das ruas". A partir disso e da sua reputação de encrenqueiro, surgiu o título do álbum, "Street Survivors" (Sobreviventes das Ruas). Ele contém alguns dos mais concisos temas escritos por Ronnie, em parte porque a MCA havia decretado que o álbum deveria produzir ao menos três hits - no caso, com não mais que três minutos de duração.
"Street Survivors" seguiu a carreira de sucesso dos outros discos, sendo o primeiro a obter ouro em seu lançamento. Tudo indicava que seria o mais popular em 12 anos de carreira, por confirmar o trabalho de uma banda madura e coesa. A capa, que mostrava o LS cercado por chamas, se tornaria num ícone americano. Hits instantâneos, como "That Smell", e "What's Your Name" e uma crescente participação de Gaines que brilha em várias faixas e chega até a assumir os vocais em "You Got That Right".
Aparentemente o Lynyrd Skynyrd teria anos de glória pela frente. A banda iniciaria em novembro, no Madison Square Garden, sua mais ambiciosa turnê - "Tour Of The Survivors". "Street" foi lançado em 17 de outubro de 1977. Três dias depois, a surpresa de um destino que, para os mais céticos, havia sido prenunciado pelo próprio Ronnie Van Zant, em suas canções.
Ronnie tinha vinte e nove anos quando morreu no acidente aéreo. E havia escrito na canção "All I Can do is Write About It" (a preferida de sua filha Melody): "Eu posso ver o concreto rastejando lentamente. Senhor, me leve antes que ele chegue".

### O último voo
Em outubro de 1977 o Lynyrd Skynyrd se encontrava num ponto alto de sua carreira. O revigoramento do grupo com a entrada de Steve Gaines, uma série de shows antológicos - fase bem representada pelo concerto em Knebworth no ano anterior - e a ótima receptividade ao álbum "Street Survivors" reforçavam o excelente período pela qual passava a banda.
Decidem trocar o ônibus utilizado nas turnês por um pequeno avião modelo Convair 240 fabricado em 1947. O avião, apelidado de "Free Bird", facilitaria as viagens daquela que prometia ser uma movimentada turnê e que em breve teria início.
No dia 20 de outubro, a banda tinha como compromisso um show no Lousiana State University, Baton Rouge, Luisiana. O Convair, com 26 pessoas - a banda, sua equipe e dois tripulantes - levantou voo de Greenville, Carolina do Sul, no final da tarde. Por volta das 18h42 o avião apresentou problemas e começou a perder altitude. Um dos motores parou durante o voo, e os pilotos tentaram transferir o combustível restante para o outro motor, sem efeito. Ou antes, o procedimento teve um resultado: esgotou de forma mais rápida o combustível que restava, parando o segundo motor. O avião começou a cair rapidamente. O piloto ainda tentou desviar para um aeroporto próximo, mas as asas começaram a colidir contra as árvores mais altas.
Quando perceberam que o avião estava caindo, Van Zant agarrou um travesseiro de veludo vermelho e deu um aperto de mão em Artimus Pyle, segundo este contou (o baterista foi um dos poucos sobreviventes que não perdeu a consciência). "Ele olhou para mim e sorriu, como apenas ele conseguia sorrir, falando para não me preocupar, com seus olhos castanhos dizendo 'Bem, é hora de ir, parceiro'. Dois minutos depois ele estava morto com um ferimento na cabeça".
O avião caiu em uma densa floresta, em uma área pantanosa próxima a Gillsburg, McComb, Mississipi. Na colisão, o avião partiu-se no meio. O guitarrista Steve Gaines, o roadie manager Dean Kilpatrick, o piloto Walter MacCreary e o co-piloto William Gray morreram na hora. Ronnie foi arremessado contra a fuselagem do avião sofrendo traumatismo craniano. Também morreu instantaneamente. De acordo com relatos de Pyle e do tecladista Billy Powell, Cassie Gaines sofreu um profundo ferimento na garganta e sangrou até a morte em seus braços.
"Após o acidente, o empresário da banda alugou dois aviões e nos levou ao local em McComb. Eu continuava não acreditando. Eu não acreditei quando voltei para casa, continuei não acreditando após o funeral e por um longo tempo depois", disse Judy Van Zant Jenness, viúva de Ronnie.
Como geralmente acontece nesses casos, a tragédia resultou em maior exposição do Skynyrd e na venda de milhares de discos. Alguns dias após o acidente, Teresa Gaines, viúva de Steve, pediu a MCA que substituísse a capa de "Street Survivors" - que apresentava chamas ao fundo, as quais envolviam especialmente a imagem de Steve, certamente algo que assumiu um novo e triste simbolismo após o acidente.
Os corpos de Steve Gaines e de sua irmã Cassie Gaines foram cremados e as cinzas sepultadas no cemitério Jacksonville Memory Garden. Ronnie foi sepultado no mesmo cemitério, juntamente com seu chapéu Texas Hi-Roller negro e sua vara de pescar favorita. Cento e cinquenta amigos e familiares participaram do serviço fúnebre, marcado pela mensagem do ministro David Evans, de que Ronnie Van Zant, o carismático e visionário vocalista do Lynyrd Skynyrd não estava morto; ele vivia em espírito no céu e terra, através de sua música.
Cassie tinha medo de voar e não queria embarcar, mas foi convencida por Zant a embarcar, enquanto JoJo Billingsley, que sonhou que o avião ia cair, estava afastada se tratando e não pôde embarcar.
Dias antes do voo a banda Aerosmith havia considerado o mesmo voo, mas acabou desistindo ao inspecionar a aeronave e a tribulação e julgar que não eram adequados.

### O depois
Neste ponto, o Skynyrd transcendia o status de banda de Southern Rock para se transformar em um mito. De qualquer forma, poucos meses depois do acidente, foi lançado um single de "What's Your Name?" que alcançou a 13ª posição nas paradas seguido de outro single de sucesso, com a música "You Got That Right". O disco "Skynyrd's First…and Last", apresentando músicas gravadas entre 1970 e 1972, mas não lançadas oficialmente, obtém disco de platina.
Dois anos após o acidente, em 1979, os membros sobreviventes da banda, com exceção do baterista Artimus Pyle (que quebrara o braço em um acidente de moto) se reúnem em um novo grupo, chamado Rossington-Collins Band. Participa da banda a vocalista Dale Krantz - backing vocal da banda .38 Special, do irmão de Ronnie, Donnie Van Zant. Dale mais tarde se casaria com Gary Rossington.
Sai a coletânea dupla "Golden & Platinum", que chega ao Top 15 e também recebe platina, sendo o quarto álbum consecutivo da banda a receber essa distinção. O álbum de estreia da Rossington-Collins Band, "Anytime, Anyplace, Anywhere" tem como destaque o single "Don't Misunderstand Me", e alcança ouro.
Depois do segundo álbum, "This Is The Way" a Rossington-Collins Band, apesar do relativo sucesso, se desfaz - durante um show, talvez ainda desorientado com a morte recente de sua esposa, Kathy Johns, Collins colocou sua guitarra no chão e saiu do palco, não mais retornando. Rossington forma a Rossington Band e Collins a Allen Collins Band.
Mas o elétrico e ainda inexplicavelmente subestimado guitarrista Allen Collins - que segundo Pyle, foi "a pessoa mais honesta" que ele conheceu - ainda viveria anos de muito sofrimento.

### Allen Collins

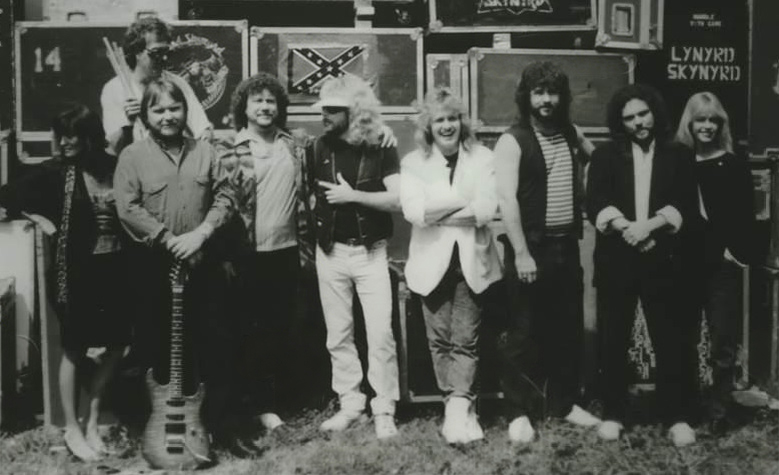
A nova formação da banda em 1988 anos após o acidente aéreo.

Tido por muitos como o coração do Lynyrd Skynyrd - sendo Ronnie a alma do grupo - o guitarrista Allen Larkin Collins celebrizou-se pelo seu furioso solo em "Freebird" e junto ao vocalista, compôs boa parte dos clássicos do LS, dentre eles "Tuesday's Gone", "Comin' Home", "The Ballad of Curtis Loew", "Gimme Back My Bullets" e "That Smell", além da citada "Freebird".
Allen correu o risco de ter o braço esquerdo amputado devido a uma infecção decorrente do acidente aéreo, medida que os médicos tomariam caso não fossem proibidos pelo pai do guitarrista, que acreditou na recuperação do filho. Mas o acidente de avião na qual Collins assistiu seus melhores amigos morrerem e ele próprio ter ficado à beira da morte, não seria a primeira e nem a única tribulação da sua vida.
Durante os primeiros dias da turnê do disco "Anytime, Anyplace, Anywhere" em 1980, a esposa de Collins, Kathy Johns, morreu de complicações durante a gravidez. A morte de Kathy, que forçou o cancelamento da turnê, devastou o guitarrista, ainda emocionalmente abalado pela perda recente de seus amigos no acidente. Houve quem dissesse que depois da morte da esposa, Collins nunca mais foi o mesmo.
De qualquer forma, ele ainda buscava na música um alívio para suas dores. Após o fim da Rossington Collins Band, ele formou a Allen Collins Band (com participação de ex-integrantes do Skynyrd) e lançou um disco pela MCA, "Here, There and Back", em 1983. Apesar da consideravel aprovação dos fãs, o então chefe da companhia, Irving Azoff, dispensou Collins afirmando que não queria mais nenhum negócio com ele.
Collins tocaria em jams com outras bandas e também com os ex-companheiros do Lynyrd Skynyrd - fotos de 1984 mostram o guitarrista barbudo, ao lado de Gary, com uma inequívoca melancolia no olhar.
Em janeiro de 1986, nova e definitiva tragédia: quando dirigia embriagado perto de sua casa seu novo Ford Thunderbird, Collins perdeu o controle do veículo, colidindo violentamente. Sua namorada, Debra Jean Watts, que o acompanhava, morreu na hora e ele ficou paraplégico. Os ferimentos ainda limitaram a parte superior do corpo e braços, o confinando a uma cadeira de rodas. Impossibilitado de tocar guitarra, sua carreira havia terminado.
No ano seguinte, 1987, Collins e seu pai Sr. Larkin Collins, tiveram a ideia de um tributo ao Lynyrd Skynryd, de forma a rememorar os dez anos do acidente de avião. Eles convocaram os membros originais - Gary Rossington, Leon Wilkeson, Billy Powell, Artimus Pyle, Ed King - que se uniram a Johnny Van Zant, e no lugar do próprio Collins, foi chamado o guitarrista Randal Hall (ex-Allen Collins Band). A turnê rende um disco ao vivo, o "Southern by the Grace of God", e um vídeo-documentário.
Collins trabalhou na turnê como uma espécie de diretor musical, escolhendo as músicas, elaborando os arranjos e cuidando de outros detalhes dos shows. Parte da sentença do guitarrista pelo acidente de carro foi usar sua fama e influência para prevenir jovens do perigo de se dirigir bêbado. Antes de se desentender novamente com Rossington e outros membros da banda, Allen usou a turnê tributo para ir ao palco e dizer aos fãs a razão de não poder mais tocar com o Skynyrd - uma mensagem da qual os fãs jamais esqueceriam.
A turnê tributo foi uma grande sucesso, mas é possível imaginar a dor pela qual passou o guitarrista ao assistir a banda tocando sem que ele pudesse participar. Afinal, o Lynyrd Skynyrd também tinha sido sua vida.
Juntamente com Bill Massey Jr, Collins concebeu o evento Wheelchair Games and Benefit Concerts. Atualmente, Bill mantém um site na internet e uma entidade, a "Roll for Rock", dedicada a pessoas com necessidades especiais que dependem de cadeiras de rodas.
Em 1989 as condições de saúde do guitarrista, principalmente as respiratórias, se deterioraram em função da paralisia. Foi hospitalizado em setembro, mas os remédios utilizados para combater uma pneumonia pioraram ainda mais sua saúde. Larkin "Allen" Collins resistiu até janeiro do ano seguinte, 1990: no dia 23, ele faleceu aos 37 anos. Seu corpo foi sepultado no Riverside Memorial Garden, em Jacksonville, ao lado da sepultura de sua esposa Kathy Johns.

### Atualmente

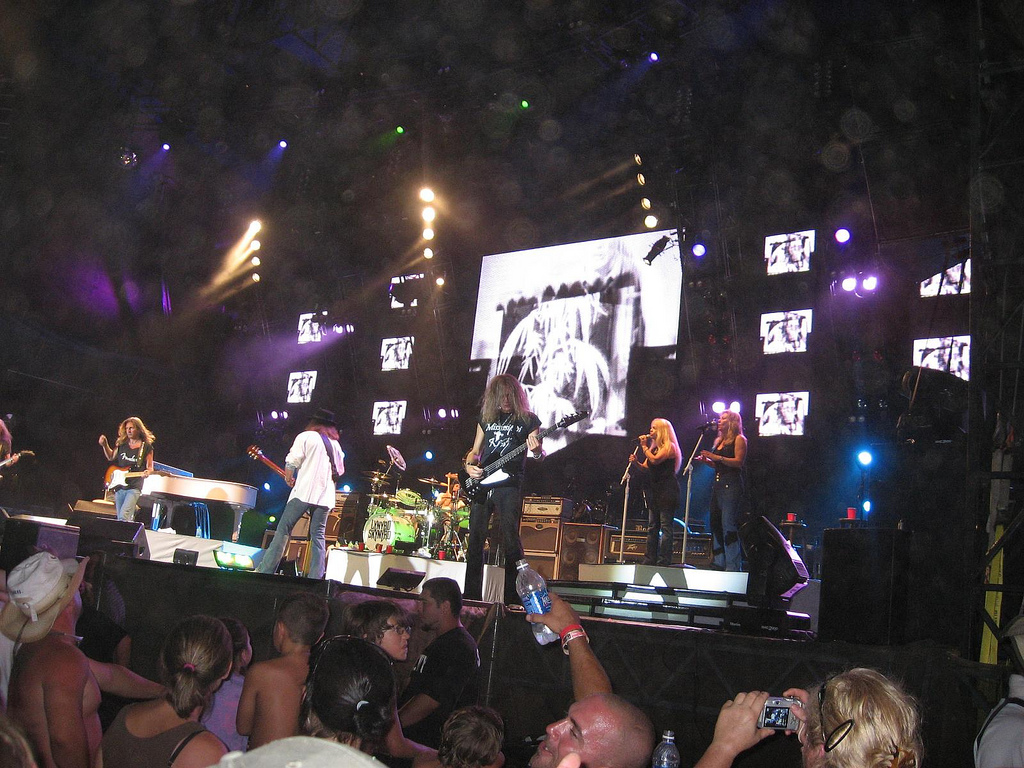
Show do grupo em 2008.

Em 1990 a ex-esposa de Ronnie, Judy, e a filha de ambos, Melody, fundaram a Freebird Foundation Inc, em memória ao cantor do Lynyrd Skynyrd.
Originalmente a fundação tinha por objetivo arrecadar fundos para a construção de um parque memorial a Van Zant. Depois da construção do parque, a Freebird Foundation se voltou para outras ações, como programas escolares em benefício de estudantes locais.
Se já era inconcebível um Lynyrd Skynyrd sem Ronnie Van Zant e Steve Gaines, sem Allen Collins se tornava patente, pelo menos aos velhos e mais radicais fãs, que a banda não poderia continuar.
Mas continuou, para lamento de alguns, curiosidade de outros e apesar dos pesares, grande interesse de terceiros. Em 1991 lançam um disco chamado "Lynyrd Skynyrd 1991", com Johnny Van Zant, no lugar de Ronnie, e Ed King de volta a guitarra.
Lançaram os seguintes discos desde então: "The Last Rebel", "Endangered Species", "Twenty", "Lyve From Steel Town", "Edge of Forever", "Double Trouble", "Then & Now", "Christmas Time Again", "Vicious Cycle" e " God & Guns ". Houve algumas mudanças de formação (a mais significativa foi a saída de Ed King, novamente por problemas de saúde e o retorno de Rickey Medlocke, desta vez tocando guitarra!). Em 1996 é lançado o excelente documentário "Freebird…The Movie", com cenas inéditas da banda (O Filme).
Em julho de 2000 alguns vandalos tentaram violar o túmulo de Ronnie Van Zant e chegaram mesmo a quebrar a urna com as cinzas de Steve Gaines, que em parte foram espalhadas. Os restos foram novamente sepultados em local não divulgado, mas a policia não identificou nem prendeu as pessoas que cometeram tal ato.
Em 1996, saiu o documentário Freebird…The Movie, com cenas inéditas da banda e toda a sua história. A gravadora MCA relançou recentemente o clássico ao vivo One More From The Road, de 1976, com 10 faixas extras, além de uma infinidade de coletâneas e ao vivo.
No dia 27 de julho de 2001, mais uma triste notícia para os fãs: o baixista Leon Wilkeson faleceu "de causas naturais", em Jacksonville, aos 49 anos. O Lynyrd Skynyrd estava em turnê com Ted Nugent e Deep Purple e planejava mais um álbum inédito. A banda, porém, continua na estrada.
No dia 14 de março de 2006, o Lynyrd Skynyrd entra para o Hall da Fama do Rock and Roll com direito a uma apresentação especial com a música "Sweet Home Alabama", executada por Bob Burns na bateria, Artimus Pyle na percussão, Ed King na guitarra e JoJo & Leslie (Honkettes originais) nos backing vocals. Além deles o vocal ficou por conta de Johnny Van Zant e Kid Rock. Ainda em 2006, a banda teve seu "hino" "Free Bird" presente no game Guitar Hero 2, sendo esta a música mais difícil do jogo.
Em 2008 o Lynyrd Skynyrd anunciou em seu site oficial que estava em processo de gravação de um novo álbum. O lançamento foi programado para o começo de 2009.
Em 28 de janeiro de 2009 o tecladista Billy Powell (56 anos) morreu em sua casa em Orange Park, Flórida. Suspeita-se que o motivo teria sido um ataque cardíaco.
Em 7 de maio de 2009 o baixista Donald "Ean" Evans morreu de câncer em sua casa no Mississippi. O músico tinha 48 anos. Fazia parte da banda desde 2001, quando substituiu Leon Wilkeson, que morrera em um quarto de hotel naquele ano. Ean Evans já estava fora dos planos da nova turnê mesmo antes mesmo de seu falecimento, pois não tinha mais condições de sair de casa por causa do câncer.
Para a gravação do novo álbum, God & Guns, o baixista Ean Evans foi substituído por Robert Kearns, e o tecladista Billy Powell foi substituído por Peter Keys.
No final de setembro de 2009, Lynyrd Skynyrd lançou o disco God & Guns. No começo de 2012 o baixista Robert Kearns deixou o Lynyrd Skynyrd e foi substituído por Johnny Colt (Ex-The Black Crowes). A banda lançou um novo disco com inéditas em Agosto de 2012, chamado "Last of a Dyin' Breed". Atualmente Lynyrd Skynyrd continua sua turne pelo mundo, tocando tanto os clássicos da banda como também músicas da nova formação.
Em meados de 2017 o baixista Johnny Colt deixou a banda e Keith Christopher assumiu seu posto e faz parte da atual formação.

## Membros

### Formação atual
- Johnny Van Zant - Vocais (1987-presente)
- Rickey Medlocke - Guitarra Solo (1996-presente), Bateria (1971–1972)
- Mark Matejka - Guitarra Solo e Rítmica (2006-presente)
- Michael Cartellone - Bateria (1999-presente)
- Peter Keys - Teclado/Piano (2009-presente)
- Keith Christopher - Baixo (2017-presente)

Músicos de turnês
- Dale Krantz Rossington - Backing Vocal (1987-presente)
- Carol Chase - Backing Vocal (1996-presente)

#### Formação Clássica
- Ronnie Van Zant - Vocais (1964-1977, falecido em 1977)
- Allen Collins - Guitarra Solo (1964-1977, falecido em 1990)
- Gary Rossington - Guitarra Solo, Guitarra Rítmica, Guitarra Slide (1964-1977, 1987-2023, falecido em 2023)
- Ed King - Guitarra Rítmica e Solo (1972-1975, 1987-1996, 2006, falecido em 2018)
- Leon Wilkeson - Baixo e Vocal de apoio (1972-1977, 1987-2001, falecido em 2001)
- Artimus Pyle - Bateria (1974-1977, 1991-2006)
- Billy Powell - Piano/Teclado (1972-1977, 1987-2009, falecido em 2009)

### Outros integrantes
- Steve Gaines - Guitarra Rítmica e Solo, vocais (1976-1977, falecido em 1977)
- Randall Hall - Guitarra rítimica e vocal de apoio (1987-1993)
- Larry Junstrom - Baixo (1964-1970, falecido em 2019)
- Bob Burns - Bateria (1964-1970, 1973-1974, 2006, falecido em 2015)
- Cassie Gaines - Backing Vocal (1976-1977, falecida em 1977)
- Hughie Thomasson - Guitarra Rítmica e Solo (1996-2005, falecido em 2007)
- Ean Evans - Baixo, vocais (2001-2009, falecido em 2009)
- Robert Kearns - Baixo (2009-2012)
- Greg T. Walker - Baixo (1970-1972)
- Kurt Custer - Bateria (1990-1994)
- Owen Hale - Bateria (1994-1998)
- Jeff McAllister - Bateria (1998-1999)
- Leslie Hawkins - Backing Vocal (1976, 2006)
- JoJo Billingsley - Backing Vocal (1976, 2006, falecida em 2010)
- Jonh Leal - Guitarra Rítimica (2015-2017)
- Johnny Colt - Baixo (2012-2017)

## Discografia
Álbuns de estúdio
- (Pronounced 'Lĕh-'nérd 'Skin-'nérd) (1973)
- Second Helping (1974)
- Nuthin' Fancy (1975)
- Gimme Back My Bullets (1976)
- Street Survivors (1977)
- Lynyrd Skynyrd 1991 (1991)
- The Last Rebel (1993)
- Endangered Species (1994)
- Twenty (1997)
- Edge of Forever (1999)
- Christmas Time Again (2000)
- Vicious Cycle (2003)
- God & Guns (2009)
- Last of a Dyin' Breed (2012)